# بيلي باولتز
بيلي باولتز (بالإنجليزية: Billy Paultz)‏ مواليد 30 يوليو 1948 في نيوجيرسي، هو لاعب كرة سلة أمريكي سابق بدأ مسيرته الاحترافية في سنة 1970. تم اختياره من قبل فريق هيوستن روكتس خلال الدرافت. يبلغ طوله 6 قدم 11 بوصة (2.1 م). اعتزل اللعب في 1985. أحرز خلال مسيرته في الإن بي إيه 13099 نقطة بمعدل 11.7 نقطة في المباراة الواحدة.

## المسيرة الاحترافية
لعب مع بروكلين نتس في سنة 1970، ثم لعب مع سان أنطونيو سبرز في سنة 1980، ثم لعب مع هيوستن روكتس من سنة 1979 إلى 1983، ثم لعب مع سان أنطونيو سبرز في سنة 1983، ثم لعب مع أتلانتا هوكس في موسم 1983–1984، ثم لعب مع يوتا جاز في موسم 1984–1985.

## روابط خارجية
- بيلي باولتز على موقع إن بي أي (الإنجليزية)
- بيلي باولتز على موقع سبورتس رفرنس (الإنجليزية)
- بيلي باولتز على موقع كلية كرة السلة في سبورتس رفرنس.كوم (الإنجليزية)
- بيلي باولتز على موقع ريلجم (الإنجليزية)
- بيلي باولتز على موقع بروبوليرز (الإنجليزية)